# ウィリアムズ準男爵
ウィリアムズ準男爵（Williams baronets）は、イギリスの準男爵位。ウィリアムズ姓の者が叙位された準男爵位は20あり、8つがイングランド準男爵、3つがグレートブリテン準男爵、9つが連合王国準男爵位である。

## ベイノールのウィリアムズ準男爵 (1622年)
カーナーヴォン州におけるベイノールのウィリアムズ準男爵（Williams Baronetcy, of Vaynol in the County of Carnarvon）は、ウィリアム・ウィリアムズが1622年6月15日にイングランド準男爵として叙位されたのに始まる。6代準男爵はカーナーヴォン選挙区選出の庶民院議員だったが、1696年の彼に死去とともに廃絶した
- 初代準男爵サー・ウィリアム・ウィリアムズ (-1630頃)
- 2代準男爵サー・トマス・ウィリアムズ (-1650頃)
- 3代準男爵サー・ウィリアム・ウィリアムズ (-1659頃)
- 4代準男爵サー・グリフィス・ウィリアムズ (-1663頃)
- 5代準男爵サー・トマス・ウィリアムズ (-1673頃)
- 6代準男爵サー・ウィリアム・ウィリアムズ（英語版） (1668頃–1696)

## マーンハルのウィリアムズ準男爵 (1642年)
ドーセット州におけるマーンハルのウィリアムズ準男爵（Williams Baronetcy, of Marnhull in the County of Dorset）は、エドムンド・ウィリアムズが1642年4月19日にイングランド準男爵位として叙位されたのに始まる。1680年の2代準男爵の死去により廃絶。
- 初代準男爵サー・エドムンド・ウィリアムズ (-1644)[3]
- 2代準男爵サー・ジョン・ウィリアムズ (1642–1680)[3]

## ミンスターのウィリアムズ準男爵 (1642年)
ケント州におけるミンスターのウィリアムズ準男爵（William Baronetcy, of Minster in the County of Kent）は、ジョン・ウィリアムズが1642年4月22日にイングランド準男爵位として叙位されたのに始まるが、1669年の彼の死で廃絶。
- 初代準男爵サー・ジョン・ウィリアムズ (1609頃–1669)[3]

## ランジビーのウィリアムズ準男爵 (1642年)
モンマス州におけるランジビーのウィリアムズ準男爵（Williams Baronetcy, of Llangibby in the County of Monmouth）は、トレヴァー・ウィリアムズが1642年5月14日にイングランド準男爵位として叙位されたのに始まる。彼はモンマス選挙区選出の庶民院議員を務めた。2代準男爵も3つの選挙区から選出されて庶民院議員を務めた。1753年の5代準男爵の死去により廃絶。
- 初代準男爵サー・トレヴァー・ウィリアムズ（英語版） (1622頃–1692)
- 2代準男爵サー・ジョン・ウィリアムズ（英語版） (1651頃–1704)
- 3代準男爵サー・ホプトン・ウィリアムズ (1663頃–1723)
- 4代準男爵サー・ジョン・ウィリアムズ (-1739)
- 5代準男爵サー・レオナルド・ウィリアムズ (-1753)

## ガーネヴェットのウィリアムズ準男爵 (1644年)
ブレコン州におけるガーネヴェットのウィリアムズ準男爵（Williams Baronetcy, of Guernevet in the County of Brecon）は、ヘンリー・ウィリアムズが1644年5月4日にイングランド準男爵位として叙位されたのに始まる。彼はブレコンシャー選挙区選出の庶民院議員だった。2代準男爵はブレコン選挙区選出の庶民院議員だった。1695年頃の3代準男爵の死去で廃絶した。
- 初代準男爵サー・ヘンリー・ウィリアムズ Sir Henry Williams, 1st Baronet (1607頃–1652頃)
- 2代準男爵サー・ヘンリー・ウィリアムズ（英語版） (1635頃–1666)
- 3代準男爵サー・ウォルター・ウィリアムズ (1636頃-1695頃)

## ペンリンのウィリアムズ＝バークリー準男爵 (1661年)
コーンウォール州におけるペンリンのウィリアムズ＝バークリー準男爵（Williams-Bulkeley Baronetcy, of Penryn in the County of Cornwall）は、グリフィス・ウィリアムズが1661年6月17日にイングランド準男爵位として叙位されたのに始まる。詳細はウィリアムズ＝バークリー準男爵を参照。

## エルザムのウィリアムズ準男爵 (1674年)
ケント州におけるエルザムのウィリアムズ準男爵（Williams Baronetcy, of Eltham in the County of Kent）は、チャールズ2世とジェームズ2世の侍医だったトマス・ウィリアムズが1674年11月12日にイングランド準男爵として叙位されたのに始まる。彼は後にウェオブリー選挙区選出の庶民院議員にもなった。2代準男爵はケントのハイ・シェリフやハートフォードシャー選挙区選出の庶民院議員を務めた。彼の甥が準男爵位を継承したが、エルハムの土地は娘と娘婿のトマス・シモンズに相続された。4代準男爵と5代準男爵は3代準男爵の子だった。1804年の5代準男爵の死去で廃絶。
- 初代準男爵サー・トマス・ウィリアムズ (1621頃–1712)
- 2代準男爵サー・ジョン・ウィリアムズ（英語版） (1653–1723)
- 3代準男爵サー・デイヴィッド・ウィリアムズ (1659–1740)
- 4代準男爵サー・ヘンリー・ウィリアムズ (-1741)
- 5代準男爵サー・エドワード・ウィリアムズ (-1804)

## グレイズ・インのウィリアムズ準男爵 (1688年)
ロンドン州におけるグレイズ・インのウィリアムズ準男爵（Williams Baronetcy, of Gray's Inn in the City of London）は、ウィリアム・ウィリアムズが1688年7月6日にイングランド準男爵として叙位されたのにはじまる。ウィリアムズ＝ウィン準男爵を参照。

## エドウィンフォードのウィリアムズ準男爵 (1707年)
カーマーゼン州におけるエドウィンフォードのウィリアムズ準男爵（Williams Baronetcy, of Edwinsford in the County of Carmarthen）は、ニコラス・ウィリアムズが1707年7月30日にグレートブリテン準男爵として叙位されたのに始まる。彼は後にカーマーゼンシャー選挙区選出の庶民院議員となる。1745年の彼の死去とともに廃絶した。
- 初代準男爵サー・ニコラス・ウィリアムズ (1681–1745)

## クラプトンのウィリアムズ準男爵 (1747年)
ノーサンプトン州におけるクラプトンのウィリアムズ準男爵（Williams Baronetcy, of Clapton in the County of Northampton）は、1747年4月4日にグレートブリテン準男爵として叙位されたのに始まる。2代準男爵はニュー・ショアハム選挙区選出の庶民院議員だった。1784年の3代準男爵の死去により廃絶。
- 初代準男爵サー・ハッチンズ・ウィリアムズ（英語版） (1700頃–1758)
- 2代準男爵サー・ウィリアム・ピーアス・ウィリアムズ（英語版） (1730頃–1761)
- 3代準男爵サー・ボース・ウィリアムズ  (1735頃–1784)

## ボドエルイザンのウィリアムズ準男爵 (1798年)
フリント州におけるボドエルイザンのウィリアムズ準男爵（Williams Baronetcy, of Bodelwyddan in the County of Flint）は、ジョン・ウィリアムズが1798年7月24日にグレートブリテン準男爵として叙位されたのに始まる。彼はフリントシャーのハイ・シェリフを務めていた。また上記のグレイズ・インの初代準男爵ウィリアム・ウィリアムズの次男の曽孫にあたる。2018年に9代準男爵が死去したことにより廃絶した。
- 初代準男爵サー・ジョン・ウィリアムズ (1761–1830)
- 2代準男爵サー・ジョン・ヘイ＝ウィリアムズ（英語版） (1794–1859)
- 3代準男爵サー・ヒュー・ウィリアムズ (1802–1876)
- 4代準男爵サー・ウィリアム・グレンヴィル・ウィリアムズ (1844–1904)
- 5代準男爵サー・ウィリアム・ウィロウビー・ウィリアムズ (1888–1932)
- 6代準男爵サー・ヒュー・グレンヴィル・ウィリアムズ (1889–1961)
- 7代準男爵サー・レジナルド・ローレンス・ウィリアム・ウィリアムズ (1900–1971)
- 8代準男爵サー・フランシス・ジョン・ワトキン・ウィリアムズ (1905–1995)
- 9代準男爵サー・ローレンス・ヒュー・ウィリアムズ (1929–2018)[11]

## カーズのウィリアムズ準男爵 (1856年)
カーズのウィリアムズ準男爵（Williams Baronetcy, of Kars）は、軍人でキャルネ選挙区選出の庶民院議員であるウィリアム・ウィリアムズが1856年7月18日に連合王準男爵として叙位されたのに始まるが、1883年の彼の死去で廃絶した。
- 初代準男爵サー・ウィリアム・フェンウィック・ウィリアムズ（英語版） (1800–1883)

## トレギュロウのウィリアムズ準男爵 (1866年)

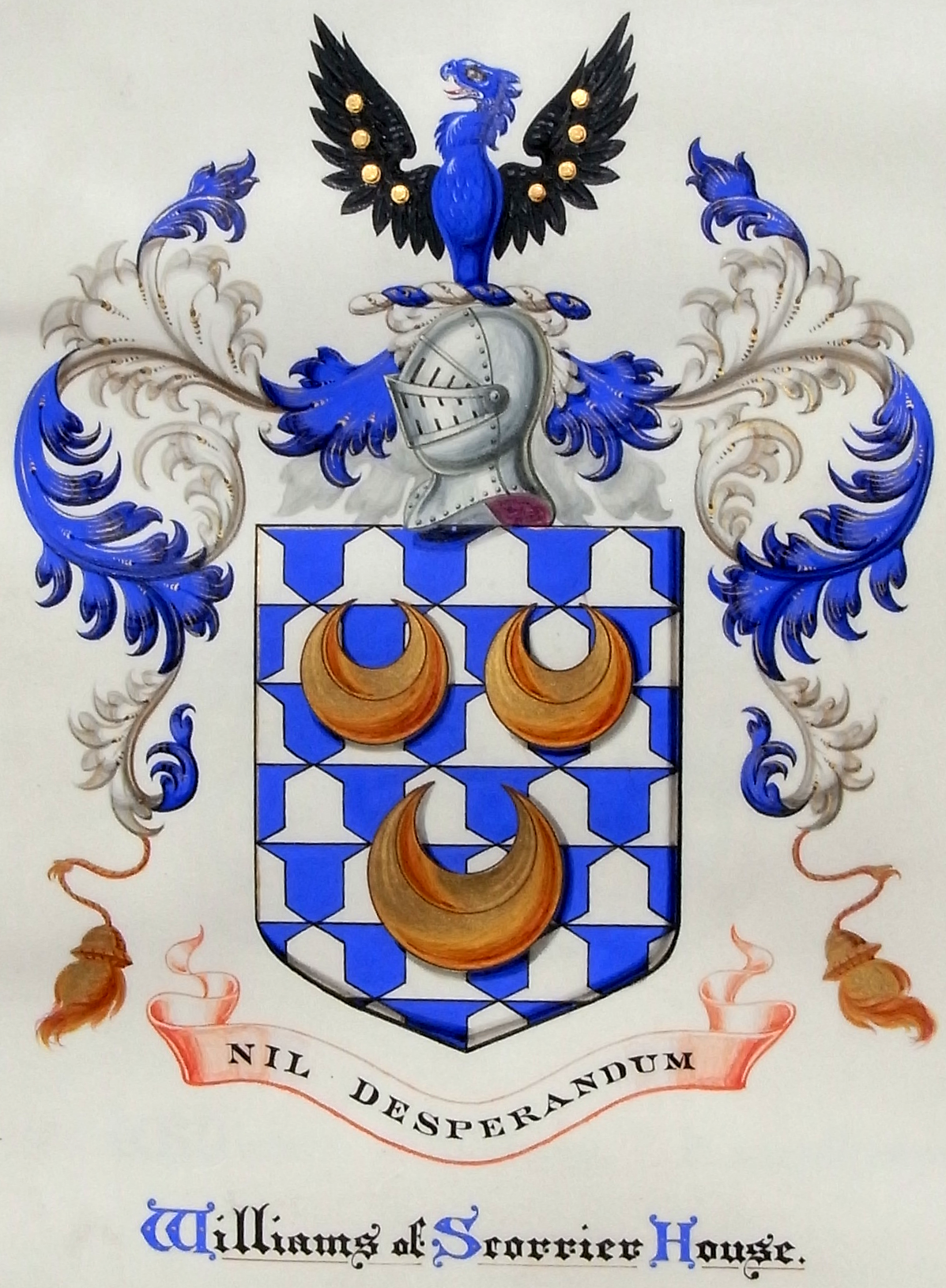
カーヘイズ、バーンコース、スコリアーのウィリアムズ家の紋章

コーンウォール州におけるトレギュロウのウィリアムズ準男爵（Williams Baronetcy, of Tregullow in the County of Cornwall）はコーンウォールの採鉱業で有名な富豪カーヘイズ、バーンコース、スコリアーのウィリアムズ家のヤンガーサンであるウィリアム・ウィリアムズが1866年8月4日に連合王国準男爵として叙位されたのに始まる。彼はコーンウォールのハイ・シェリフだった。2代準男爵はトルーロー選挙区選出の庶民院議員だった。2019年現在も現存。
- 初代準男爵サー・ウィリアム・ウィリアムズ (1791–1870) [15]
- 2代準男爵サー・フレデリック・マーティン・ウィリアムズ（英語版） (1830–1878)
- 3代準男爵サー・ウィリアム・ロバート・ウィリアムズ  (1860–1903) [16]
- 4代準男爵サー・ウィリアム・フレデリック・ウィリアムズ (1886–1905)
- 5代準男爵サー・フレデリック・ウィリアム・ウィリアムズ  (1888–1913) [17]
- 6代準男爵サー・バートン・ロバート・ウィリアムズ (1889–1917) [18]
- 7代準男爵サー・フレデリック・ロー・ウィリアムズ (1862–1921) [18]
- 8代準男爵サー・ウィリアム・ロー・ウィリアムズ (1907–1960) [19]
- 9代準男爵サー・ロバート・アーネスト・ウィリアムズ (1924–1976)
- 10代準男爵サー・ドナルド・マーク・ウィリアムズ (1954-)
  - 推定相続人は現当主の兄弟バートン・マシュー・ウィリアムズ (1956-)

## シティ・オブ・ロンドンのウィリアムズ準男爵 (1894年)
シティ・オブ・ロンドンのウィリアムズ準男爵（Williams Baronetcy, of the City of London）は、ジョン・ウィリアムズが1894年10月30日に連合王国準男爵として叙位されたのに始まる。1926年の彼の死により廃絶した。
- 初代準男爵サー・ジョン・ウィリアムズ（英語版） (1840–1926)

## キャステル・ダードラス＝ボースウェンのウィリアムズ準男爵 (1909年)
メリオネス州におけるキャステル・ダードラス＝ボースウェンのウィリアムズ準男爵（Williams Baronetcy, of Castell Deudrath, and Borthwen in the County of Merioneth）は、オズモンド・ウィリアムズが1909年7月28日に連合王国準男爵として叙位されたのに始まる。彼はメリオネスシャー選挙区選出の自由党の庶民院議員でメリオネス統監も務めた。2012年の2代準男爵の死去により廃絶した。
- 初代準男爵サー・（アーサー）・オズモンド・ウィリアムズ（英語版） (1849–1927)
- 2代準男爵サー・マイケル・オズモンド・ウィリアムズ (1914–2012)

## ブライズヘッドのウィリアムズ準男爵 (1915年)
ドーセット州におけるブライズヘッドのウィリアムズ準男爵（Williams Baronetcy, of Bridehead in the County of Dorset）は、ウェスト・ドーセット選挙区選出の保守党庶民院議員ロバート・ウィリアムズが1915年2月9日に連合王国準男爵として叙位されたのに始まる。2019年現在も現存。
- 初代準男爵サー・ロバート・ウィリアムズ（英語版） (1848–1943)
- 2代準男爵サー・フィリップ・フランシス・カニンガム・ウィリアムズ (1884–1958)
- 3代準男爵サー・デイヴィッド・フィリップ・ウィリアムズ (1909–1970)
- 4代準男爵サー・（ロバート）・フィリップ・ナサニエル・ウィリアムズ (1950-)
  - 法定推定相続人は現当主の息子デイヴィッド・ロバート・マーク・ウィリアムズ David Robert Mark Williams (1980-).

## パークのウィリアムズ準男爵 (1928年)
アバディーン州におけるパークのウィリアムズ準男爵（Williams Baronetcy, of Park in the County of Aberdeen）は、ロバート・ウィリアムズが1928年6月29日に連合王国準男爵位として叙位されたのに始まる。1938年の彼の死去により廃絶。
- 初代準男爵サー・ロバート・ウィリアムズ (1860–1938)

## グリンドゥルのウィリアムズ準男爵 (1935年)
カーマーゼン州におけるグリンドゥルのウィリアムズ準男爵（Williams Baronetcy, of Glyndwr in the County of Carmarthen）は、エヴァン・ウィリアムズが1935年7月10日に連合王国準男爵として叙位されたのに始まる。1959年の彼の死去で廃絶。
- 初代準男爵サー・エヴァン・ウィリアムズ（英語版） (1871–1959)[23]

## キルゲレイントのウィリアムズ準男爵 (1953年)
カーナーヴォン州におけるキルゲレイントのウィリアムズ準男爵（Williams Baronetcy, of Cilgeraint in the County of Carnarvon）は、保守党の政治家ハーバート・ウィリアムズが1953年7月3日に連合王国準男爵として叙位されたのに始まる。2019年現在も現存。
- 初代準男爵サー・ハーバート・ジェレイント・ウィリアムズ（英語版） (1884–1954)
- 2代準男爵サー・ロビン・フィリップス・ウィリアムズ (1928–2013)
- 3代準男爵サー・アンソニー・ジェレイント・ウィリアムズ (1958-)

## ラネリーのウィリアムズ準男爵 (1955年)
カーマーゼン州におけるラネリーのウィリアムズ準男爵（Williams Baronetcy, of Llanelly in the County of Carmarthen）は、カーマーゼンシャー統監だったジョージ・ウィリアムズが1955年に連合王国準男爵として叙位されたのに始まる。1958年の彼の死去により廃絶。
- 初代準男爵サー・ジョージ・クラーク・ウィリアムズ（英語版） (1878–1958)